# Schnellfahrstrecke Qinhuangdao–Shenyang
| |                      |                            |                            |
| Streckenlänge: | 404 km               |                            |                            |
| Spurweite: | 1435 mm (Normalspur) |                            |                            |
| Stromsystem: | 25 kV / 50 Hz ~      |                            |                            |
| Minimaler Radius: | 3500 m               |                            |                            |
| Streckengeschwindigkeit: | 250 km/h             |                            |                            |
| Zweigleisigkeit: | durchgehend          |                            |                            |
| |                      |                            |                            |
| \| \| 0 \| Qinhuangdao \| Qinhuangdao \| \| \| 16 \| Shanhaiguan \| Shanhaiguan \| \| \| 25 \| Dongdaihe \| Dongdaihe \| \| \| 79 \| Suizhong Nord \| Suizhong Nord \| \| \| 138 \| Huludao Nord \| Huludao Nord \| \| \| 181 \| Jinzhou Süd \| Jinzhou Süd \| \| \| 250 \| Panjin Nord \| Panjin Nord \| \| \| 305 \| Tai’an Süd \| Tai’an Süd \| \| \| 336 \| Liaozhong Süd \| Liaozhong Süd \| \| \| 401 \| Huanggu bis 2012 \| Huanggu bis 2012 \| \| \| \| Triebzugunterhalt Shenyang \| \| \| \| 404 \| Shenyang Nord \| Shenyang Nord \| |                      |                            |                            |
| Kopfbahnhof Streckenanfang | 0                    | Qinhuangdao                | Qinhuangdao                |
| Bahnhof | 16                   | Shanhaiguan                | Shanhaiguan                |
| Bahnhof | 25                   | Dongdaihe                  | Dongdaihe                  |
| Bahnhof | 79                   | Suizhong Nord              | Suizhong Nord              |
| Bahnhof | 138                  | Huludao Nord               | Huludao Nord               |
| Bahnhof | 181                  | Jinzhou Süd                | Jinzhou Süd                |
| Bahnhof | 250                  | Panjin Nord                | Panjin Nord                |
| Bahnhof | 305                  | Tai’an Süd                 | Tai’an Süd                 |
| Bahnhof | 336                  | Liaozhong Süd              | Liaozhong Süd              |
| Bahnhof (Strecke außer Betrieb) | 401                  | Huanggu bis 2012           | Huanggu bis 2012           |
| Betriebs-/Güterbahnhof Streckenanfang und quer · Abzweig geradeaus und nach rechts |                      | Triebzugunterhalt Shenyang | Triebzugunterhalt Shenyang |
| Kopfbahnhof Streckenende | 404                  | Shenyang Nord              | Shenyang Nord              |

Die Schnellfahrstrecke Qinhuangdao–Shenyang, (chinesisch 秦瀋客運專線 / 秦沈客运专线, Pinyin Qínshěn Kèyùn Zhuānxiàn), oder Qinshen PDL für Qinhuangdao–Shenyang Passanger Dedicated Line, ist die älteste Schnellfahrstrecke Chinas. Sie verbindet Qinhuangdao in der Provinz Hebei mit Shenyang in Liaoning. Die 404 km lange Strecke ist für eine Höchstgeschwindigkeit von 250 km/h ausgelegt, die Züge verkehren aber planmäßig nur mit 210 km/h. Der Minimalradius beträgt 3500 m.

## Geschichte
Die Bahnstrecke wurde von der China Railway Group Ltd und China Railway Construction Corporation Ltd geplant und gebaut. 1986 wurde eine Machbarkeitsstudie durchgeführt, die Bewilligung zum Bau der Strecke wurde im Juli 1998 erteilt. Baubeginn war im August 1999, ab Mai 2001 wurden die Gleise verlegt, was bis Oktober 2002 dauerte. Am 12. Oktober 2003 wurde die Strecke eröffnet. Zu Beginn war die Höchstgeschwindigkeit auf 200 km/h festgelegt, sie wurde aber 2007 auf 250 km/h angehoben.
Im November 2002 erreichte der in China entwickelte Hochgeschwindigkeitszug DJJ2 China Star bei einer Probefahrt auf der Strecke die Höchstgeschwindigkeit von 321,5 km/h und stellte damit den damaligen Geschwindigkeitsrekord des Landes auf. Der Rekord wurde zwischen Shanhaiguan und Suizhong Nord aufgestellt, wo die Strecke mit minimalen Radien von 5500 m für eine Geschwindigkeit von 300 km/h ausgelegt ist.